# Велика Софія Олександрівна
Софія Олександрівна Велика (рос. Софья Александровна Великая, 8 червня 1985) — російська фехтувальниця, чемпіонка та триразова срібна медалістка Олімпійських ігор.
Дружина російського борця греко-римського стилю, чемпіона світу та Європи, олімпійського чемпіона Олексія Мішина.

## Виступи на Олімпіадах
| Олімпіада   | Дисципліна      | Місце |
| ----------- | --------------- | ----- |
| Пекін 2008  | шабля, особисті | 4     |
| Пекін 2008  | шабля, командні | 5     |
| Лондон 2012 | шабля, особисті | 2     |
| Ріо 2016    | шабля, особисті | 2     |
| Ріо 2016    | шабля, командні | 1     |
| Токіо 2020  | шабля, особисті | 2     |
| Токіо 2020  | шабля, командні | 1     |